# Hengst
Hengst är en bergstopp i Schweiz.   Den ligger i distriktet Entlebuch och kantonen Luzern, i den centrala delen av landet, 40 km öster om huvudstaden Bern. Toppen på Hengst är 2 092 meter över havet, eller 771 meter över den omgivande terrängen. Bredden vid basen är 7,5 km.
Terrängen runt Hengst är kuperad åt nordväst, men åt sydost är den bergig. Närmaste större samhälle är Escholzmatt, 8,9 km norr om Hengst. 
Trakten runt Hengst består i huvudsak av gräsmarker. Runt Hengst är det ganska tätbefolkat, med 54 invånare per kvadratkilometer.